# Hájek u Uhříněvsi
Hájek u Uhříněvsi (jako část obce do 30. 6. 2016 pod názvem Hájek, německy Hajek) je městská čtvrť a katastrální území o rozloze 294,5 ha, rozkládající se na severovýchodě pražské městské části Prahy 22. Je zde evidováno 12 ulic a 130 adres. Roku 1969 se obec Hájek stala součástí města Uhříněvsi a s ním byla roku 1974 připojena k Praze.
Hájek se nachází na samém okraji Prahy. V poslední době[kdy?] tu probíhá výstavba rodinných domů.

## Další fotografie

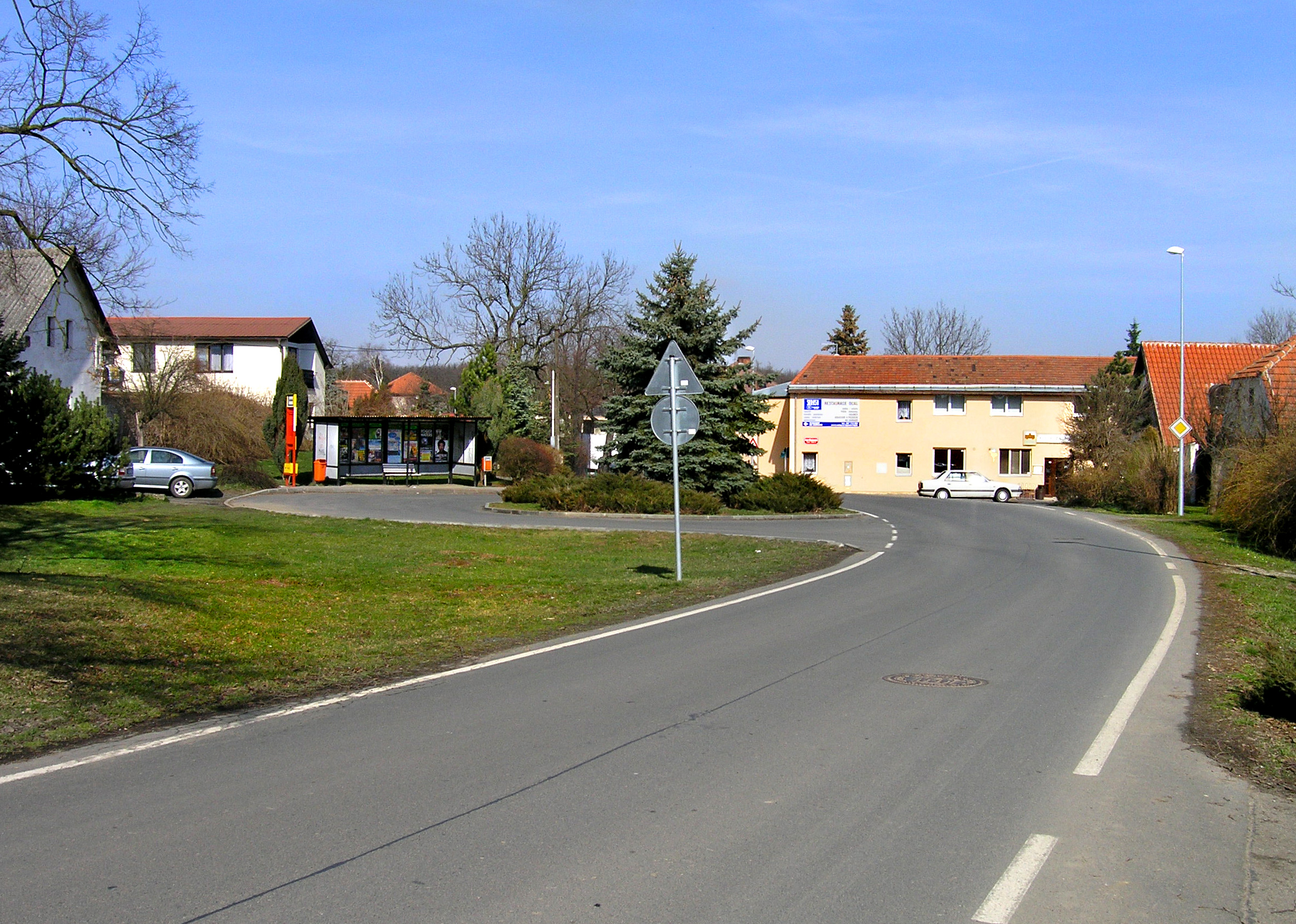
Náves
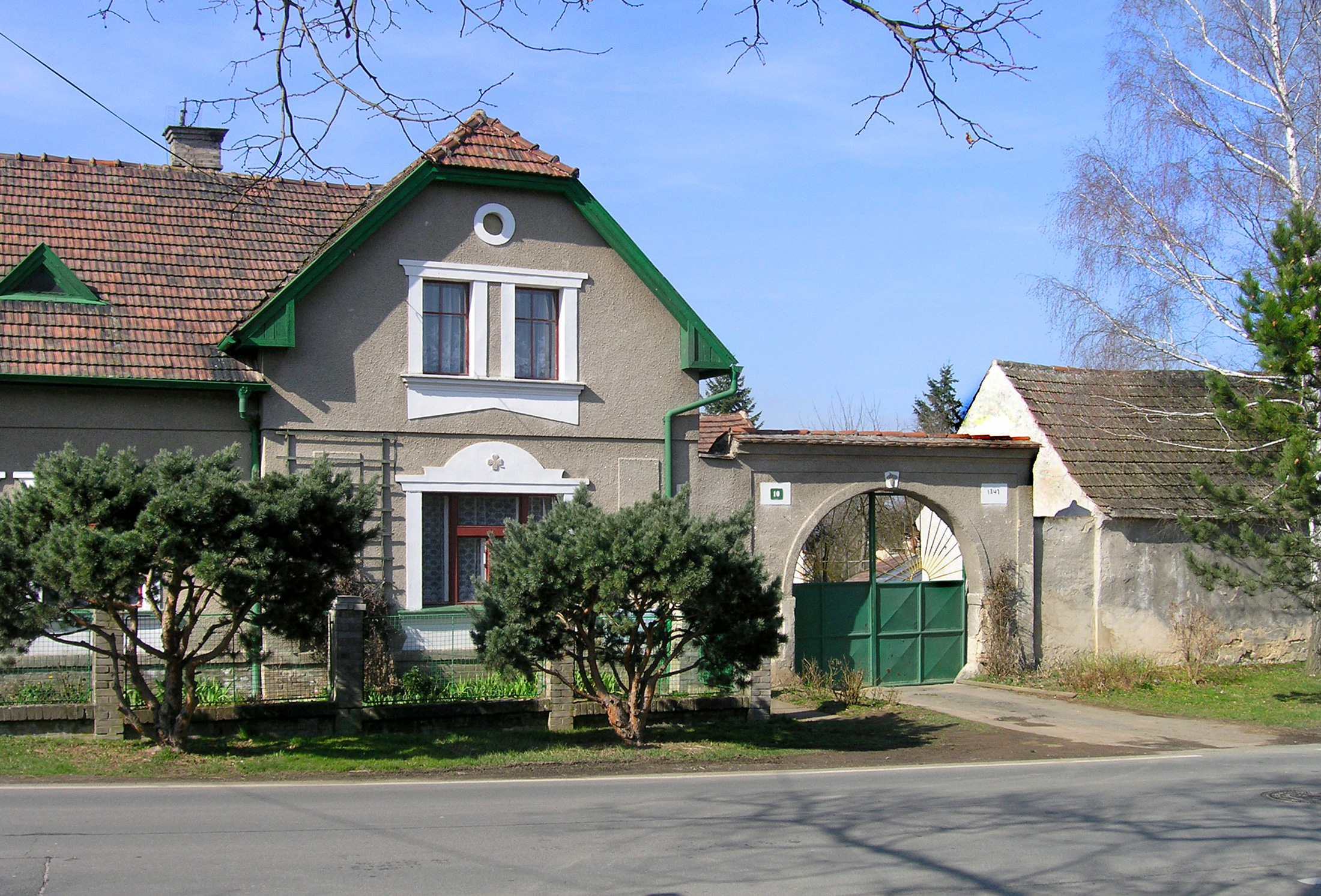
Dům v ulici Pod Markétou